# Maria Wągrowska
Maria Pia Wągrowska (ur. 6 marca 1947 w Krakowie) – polska dziennikarka, specjalistka bezpieczeństwa międzynarodowego i urzędniczka państwowa, w 2007 podsekretarz stanu w Ministerstwie Obrony Narodowej w pierwszym rządzie Donalda Tuska.

## Życiorys
W 1971 ukończyła filologię na Uniwersytecie Warszawskim, a w 1972 Studium Dziennikarskie Wydziału Nauk Społecznych tej uczelni. Wykładała problematykę międzynarodową. Pisała publikacje z tej dziedziny, uczestniczyła w konferencjach naukowych. Pracowała jako dziennikarka oraz komentatorka w sprawach międzynarodowych, wojskowości oraz obronności. Współpracowała z niemieckojęzycznymi programami Polskiego Radia emitowanymi dla zagranicy.  Była sekretarzem redakcji niemieckiej „Życia Warszawy”. Od 1982 pracowała w „Rzeczpospolitej”. Była także korespondentką polskich stacji radiowych i telewizji (m.in. Dziennika Telewizyjnego) w Brukseli. Zasiadała na stanowisku redaktor naczelnej czasopisma „Polska Zbrojna” oraz była wicedyrektorką Domu Wydawniczego „Bellona”. Została szefową programu Bezpieczeństwo Międzynarodowe w Centrum Stosunków Międzynarodowych oraz wiceszefową Stowarzyszenia Euroatlantyckiego. Sprawowała nadzór nad projektami z dziedziny stosunków międzynarodowych, m.in. „Europe as an International Actor: Convergence, Divergence and the Future of CFSP”, „The East European Agenda and Transatlantic Relations” oraz „Changing NATO and the Central and East European Agenda”.
Od 1976 należała do Polskiej Zjednoczonej Partii Robotniczej. W 1987 została członkiem egzekutywy podstawowej organizacji partyjnej PZPR przy Państwowym Przedsiębiorstwie Wydawniczym „Rzeczpospolita”.
27 listopada 2007 powołana na stanowisko podsekretarz stanu w Ministerstwie Obrony Narodowej, odpowiedzialnej za sprawy społeczne i przygotowanie profesjonalizacji armii. 13 grudnia tego samego roku podała się do dymisji z przyczyn osobistych (nieoficjalnie z powodu dokumentów dotyczących przeszłości Wągrowskiej w IPN lub trudności w dotrzymaniu terminu przejścia na armię zawodową).
Znalazła się na Liście Kisiela. 